# 铲齿中喙鲸
铲齿喙鲸（学名：Mesoplodon traversii），又称铲齿中喙鲸，是喙鲸科中最为罕见也是人类了解最少的物种。它最早由在新西兰皮特岛于1872年发现的部分下颚骨骼而得名，詹姆斯·赫克托于1873年报告并说明了这种生物，第二年约翰·爱德华·格雷描述了这种生物，并以收集者亨利·哈默斯利·斯格特命名。
2010年兩隻鏟齒喙鯨（母鯨和幼鯨）擱淺在紐西蘭北部的豐盛灣，後來死去。起初相關單位以為牠們是格氏中喙鯨，直至2012年DNA和組織鑑定結果出爐證實為鏟齒喙鯨，這也是全世界首次記錄到活體的鏟齒喙鯨。這種鯨魚也是目前人類所知最少的現存大型哺乳動物。

## 發現史
1872年，博物學家亨利·特拉弗斯（Henry Travers）在紐西蘭查塔姆群島的皮特島上發現了鏟齒喙鯨的下頜，該下頜帶有牙齒。紐西蘭國立博物館館長詹姆斯·赫克托在1873年發表的一篇有關鯨魚和海豚的論文中報道了該下顎，認為牠是1865 年，大英博物館動物學家約翰·愛德華·格雷從南非標本中描述過的長齒中喙鯨。格雷在1874年的回應中對赫克託的鑑定表示懷疑，並認為該下巴可能來自一個新物種，他暫時將其命名為Dolichodon traversii，以紀念收藏家特拉弗斯。赫克托並沒有被格雷說服，他在1878年的一篇文章中堅稱這是長齒中喙鯨的下顎。
1993年，智利的魯賓遜克魯索島發現了一塊被沖上岸的受損顱骨（頭骨頂部），並被描述為一個新物種：巴哈蒙德喙鯨。1950年代，在紐西蘭懷特島發現的一個顱骨在大約40年裡一直未被識別，直到1999年才被確認為來自銀杏齒中喙鯨。根據2002年的一項研究，DNA序列和形態比較表明，前三個發現均來自同一物種，因此被正確地稱為鏟齒喙鯨。
2010年12月，一頭5.3公尺（17英尺）長的母鯨和3.5公尺（11 英尺）長的雄鯨在紐西蘭豐盛灣東部的奧佩佩海灘擱淺，然後死亡。當時它們被認為是格氏中喙鯨，科學家在拍攝照片、測量數據和組織樣本後將死亡鯨魚埋在海灘上。2011年的基因分析顯示，這兩頭鯨魚其實是鏟齒喙鯨，也是已知的第一批完整個體。之後鏟齒喙鯨骨架被挖出，並被帶到紐西蘭國家博物館，缺乏母鯨頭骨，因為已被沖入大海。首次對鯨魚外觀的描述以及DNA分析於2012年發表。
2024年7月4日，一頭5公尺（16英尺）長的雄鯨屍體被沖上紐西蘭南島東南海岸泰伊里口附近的岸上。環境保護部從完整標本中採集了樣本，並送往奧克蘭大學鯨類組織檔案館進行DNA檢測。該標本被帶到莫斯吉爾的因弗梅農業中心進行解剖，解剖工作於12月2日開始，這是第一個鏟齒喙鯨能夠被解剖的完整標本。

## 扩展阅读
- Perrin, William F.; Wursig, Bernd; Thewissen, J. G. M. (编). . Academic Press. 2002. ISBN 0-12-551340-2.
- Reeves, Randall R.; Leatherwood, S. . Gland, Switzerland: IUCN. 1994. ISBN 2-8317-0189-9.
- Thompson, K.;  et al. . Current biology. 2012, 22 (21): R905–R906. doi:10.1016/j.cub.2012.08.055.
- . CBC News. November 6, 2012  [2012-11-09]. （原始内容存档于2012-11-09）.